# Ahmed Guerrache
 (mars 2020).
Ahmed Guerrache (arabe : احمد قراش) est un footballeur international algérien né le 13 juillet 1936 à Blida et mort le 17 novembre 2003. Il évoluait au poste d'avant centre.

## Biographie
Ahmed Guerrache reçoit deux sélections en équipe d'Algérie, mais un seul match est considéré comme officiel. Il joue son premier match le 1er octobre 1964, contre l'équipe de Roumanie des moins de 23 ans (score : 0-0). Il joue son dernier match le 1er novembre 1964, contre l'URSS (défaite 0-1).
En club, il commence sa carrière à l'USM Blida, où il joue pendant deux saisons. Il rejoint ensuite la France et le club de l'UMS Montélimar, où il joue deux saisons. Il termine sa carrière au FC Annecy, où il reste une saisons, où il revient à USM Blida saison 1967-68.

L'équipe de l'USMB
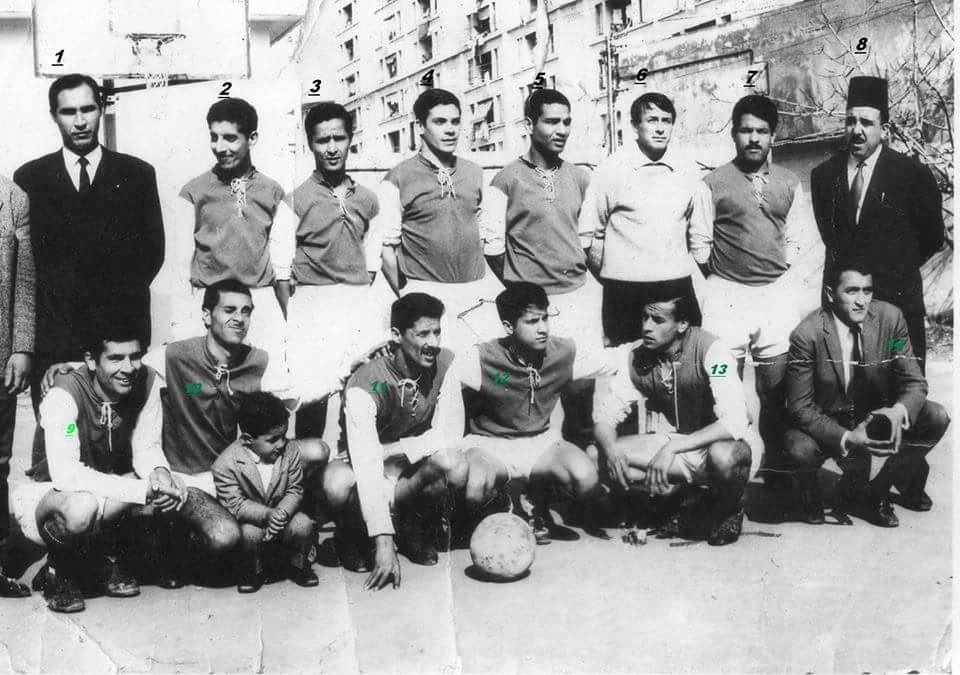
Équipe de l'USMB lors de la saison 1963-1964 De gauche à droite : Debout : 1- Abdelkader Mazouza, 2- Belkacem Chalane, 3- Mustapha Begga, 4- Maâmar Ousser, 5- Ahmed Zahzah, 6- Guy Zaragozi, 7- Mohamed Titous, 8- Atouse. Assis : 9- Gérard Baldo, 10- M'hamed Sebkhaoui, 11- Dahmane Meftah, 12 Khaled Kritli, 13- Ahmed Guerrache, 14- Chérif Akli